# Katharine Hayhoeová
Katharine Anne Scott Hayhoeová (nepřechýleně Katharine Anne Scott Hayhoe, * 15. dubna 1972) je kanadsko-americká vědkyně zabývající se vědami o atmosféře a politologií. Je ředitelkou Střediska vědy klimatu na Texas Tech University. Patří k celosvětově nejvlivnějším reprezentantům vědeckého proudu varujícího před riziky globálních změn klimatu.

## Kariéra
Hayhoeová vystudovala fyziku a astronomii na Torontské univerzitě a magisterské a doktorské studium věd o atmosféře na University of Illinois at Urbana-Champaign. Od roku 2005 začala pracovat na Texas Tech University. Napsala více než 60 recenzovaných publikací a spolu se svým manželem Andrewem Farleyem je též autorkou knihy A Climate for Change: Global Warming Facts for Faith-Based Decisions. (Klima pro změnu: Fakta o globálním oteplování pro rozhodování založená na víře). Je spoluautorkou několika zpráv pro Americký výzkumný program golbálních změn (US Global Change Research Program) a pro Národní akademii věd. V květnu 2014 prohlásila: „Změna klimatu je tady a teď, ne v nějaké daleké budoucnosti a na dalekém místě. Rozhodnutí, která učiníme dnes, budou mít významný dopad na budoucnost.“ Byla expertní recenzentkou Čtvrté hodnotící zprávy Mezivládního panelu pro změnu klimatu.
Časopis Time ji v roce 2014 zařadil mezi 100 nejvlivnějších lidí. Ve stejném roce obdržela za své vystupování o změnách klimatu cenu od Americké geofyzikální unie.

## Osobní život
Hayhoeová je dcerou misionářů. je evangelického křesťanského vyznání a o životě křesťanky a vědkyně říká, že je „jako vyjít ze skříně“ Její otec je pomocným profesorem na torontské Tyndale University College and Seminary. Hayhoeová ho označuje za svůj vzor z hlediska víry, že náboženství a věda nemusejí být v protikladu.
Je vdaná za Andrew Farleyho, se kterým se seznámila na postgraduálních studiích na University of Illinois. Farley je lingvista a evangelický pastor v Lubbocku v Texasu.

## Kontroverze s knihou Newta Gingriche
Hayhoeová napsala jednu kapitolu knihy Newta Gingriche o změnách klimatu z roku 2009. Přestože byla původně přijata Gingrichovým spoluautorem Terrym Maplem, na konci roku 2011 byla z knihy na Gingrichovu výzvu vypuštěna.
Když to zjistila, Hayhoeová si postěžovala, že na tvorbě kapitoly strávila více než 100 neplacených hodin práce. Podle spekulací za vypuštěním kapitoly stála kritika Marka Morana na jeho webu Climate Depot, ve které útočil na její výzkumy. Tato událost a její vystoupení v televizní show Billa O'Reillyho vedly k tomu, že během následujícího dne obdržela téměř 200 nenávistných e-mailů.